# Lone Pine
Lone Pine és una concentració de població designada pel cens dels Estats Units a l'estat de Califòrnia. Segons el cens del 2000 tenia 1.655 habitants.

## Demografia
Segons el cens del 2000, Lone Pine tenia 1.655 habitants, 709 habitatges, i 448 famílies. La densitat de població era de 34,3 habitants/km².
Dels 709 habitatges en un 29,6% hi vivien nens de menys de 18 anys, en un 48,4% hi vivien parelles casades, en un 10,9% dones solteres, i en un 36,8% no eren unitats familiars. En el 32% dels habitatges hi vivien persones soles el 15,1% de les quals corresponia a persones de 65 anys o més que vivien soles. El nombre mitjà de persones vivint en cada habitatge era de 2,29 i el nombre mitjà de persones que vivien en cada família era de 2,88.
Per edats la població es repartia de la següent manera: un 24,6% tenia menys de 18 anys, un 6,9% entre 18 i 24, un 22,5% entre 25 i 44, un 25,8% de 45 a 60 i un 20,2% 65 anys o més.
L'edat mediana era de 43 anys. Per cada 100 dones de 18 o més anys hi havia 89,7 homes.
La renda mediana per habitatge era de 29.079 $ i la renda mediana per família de 35.800 $. Els homes tenien una renda mediana de 30.813 $ mentre que les dones 22.778 $. La renda per capita de la població era de 16.262 $. Entorn del 16,5% de les famílies i el 20,6% de la població estaven per davall del llindar de pobresa.

## Poblacions més properes
El següent diagrama mostra les poblacions més properes.